# 片柳村
片柳村（かたやなぎむら）は埼玉県北足立郡に1889年から1955年の間存在した村。現在はさいたま市見沼区の片柳地区と呼ばれる。

## 地理
- 河川 - 見沼代用水、加田屋川

## 歴史
- この村を含む付近一帯は江戸時代には武蔵国足立郡南部領に属していた。
- 1869年（明治2年）1月28日 (旧暦) - 武蔵知県事・宮原忠治の管轄区域をもって大宮県が発足（県庁は日本橋馬喰町）。
- 1869年（明治2年）9月29日 (旧暦) - 県庁が浦和に移転し、大宮県から浦和県に改称。
- 1871年（明治4年）11月14日 (旧暦) - 浦和県・忍県・岩槻県の3県が合併して埼玉県が発足。
- 1874年（明治7年）
  - 片柳村と西山村が合併し片柳村となる。
  - 新井村と新井新田が合併し新井村となる。
  - 山村と東山村新田が合併し山村となる。
  - 染谷村と新染谷村が合併し染谷村となる。
  - 御蔵白岡村が御蔵村に改称される。
- 1879年（明治12年）3月17日 - 郡区町村編制法により成立した北足立郡に属す。郡役所は浦和宿に設置。
  - 中丸村が南中丸村に改称される。
  - 中野村が南中野村に改称される。
  - 新井村が東新井村に改称される。
    - 郡内に同名の村が所在（現：さいたま市西区西新井）した為
- 1889年（明治22年）4月1日 - 町村制施行により、片柳村・山村・東新井村・中川村・笹丸村・御蔵村・染谷村・南中野村・南中丸村・上山口新田・西山村新田・新右エ門新田・加田屋新田が合併し、新たな片柳村となる。
  - 村名は各村の中でも大きな村であった片柳村から採られた。
- 1923年（大正12年）9月4日 ‐ 関東大震災により逃げ込んできた朝鮮人を村の自警団が殺害する事件が発生（関東大震災朝鮮人虐殺事件）。のち常泉寺に埋葬された。
- 1955年（昭和30年）1月1日 - 指扇村・馬宮村・植水村・春岡村・七里村とともに大宮市へ編入。